# Real Oviedo (femminile)
Il Real Oviedo Femenino, citata più semplicemente come Real Oviedo, è una squadra di calcio femminile spagnola, sezione dell'omonimo club con sede nella città di Oviedo, capoluogo del Principato delle Asturie.
Fondata nel 1980, nel corso della sua storia sportiva ha più volte cambiato denominazione, l'ultima dal 2001 al 2017 come Oviedo Moderno e mutandola in quell'odierna dalla stagione 2017-2018, partecipando quasi costantemente al livello di vertice del campionato nazionale. A causa della retrocessione a fine stagione 2015-2016 è iscritta alla Segunda División Femenina de España.

## Storia
Il club venne fondato il 24 giugno 1980 nella località ovetense di La Corredoria su iniziativa di Ana Lacalle e Luis Miguel Cienfuegos. La decisione di iscriversi ufficialmente a un campionato arrivò solo due anni più tardi e con la denominazione México-La Corredoria Club de Fútbol iniziò a giocare nella Liga Regional Asturiana, conquistando il primo posto in diverse occasioni. Per motivi di sponsorizzazione il club cambiò denominazione, iscrivendosi come Club de Fútbol Femenino Tradehi all'inizio della stagione 1984-85, con la quale partecipò alla Liga Astur-Leonesa dalla stagione 1985-86. Al termine della terza stagione riesce a vincere il campionato regionale e accedere al campionato nazionale (Primera División Nacional).
In questa categoria ha trascorso altre due stagioni e al termine del campionato 1987-88 conquista il primo posto e la conseguente promozione alla División de Honor, a quel tempo denominazione del livello di vertice del calcio femminile nazionale. Nell'anno 1996 la squadra venne ribattezzata Peña Azul Oviedo Femenino e data alla riforma del campionato nazionale e la scomparsa della División de Honor, si iscrisse alla Liga Nacional che ne aveva rilevato il livello; dello stesso anno è anche la creazione della squadra riserve. Dalla stagione 1996-97, il campionato è stato diviso in quattro gironi, i cui vincitori giocavano una semifinale ed una finale per assegnare il titolo. Dalla stagione 2001-02, il campionato è stato denominato Superliga, diventando un girone unico di 14 squadre, con girone di andata e di ritorno, e la squadra vi si iscrisse come Club de Fútbol Oviedo Moderno Universidad, grazie all'appoggio ricevuto dall'amministrazione locale (Ayuntamiento de Oviedo) e l'Università di Oviedo. Rimase in questa categoria fino al termine della stagione 2007-08 quando, causa un anno particolarmente negativo che la relegò in penultima posizione, retrocesse nel gruppo II della Segunda División. Tuttavia la caratura tecnica della squadra consentì di recuperare subito la categoria perduta, riuscendo a sopravanzare al termine della stagione 2008-09 Atlético Jienense e Fundación Albacete. Rimane quindi in Superliga altre due stagioni prima di retrocedere nuovamente in Segunda División, e al termine della stagione 2012-13 riconquistare il campionato di vertice, rinominato intanto Primera División, dal quale retrocede a fine stagione 2015-2016.

## Palmarès
- Liga Astur-Leonesa: 7
- Tournoi de Menton: 2

2011, 2012

## Organico

### Rosa 2016-2017
Rosa e numeri come da sito ufficiale.
| N. |                   | Ruolo | Calciatrice            |
| -- | ----------------- | ----- | ---------------------- |
| 1  | Spagna (bandiera) | P     | María Echezarreta Fdez |
| 2  | Spagna (bandiera) | D     | Alejandra Moro Begega  |
| 3  | Spagna (bandiera) | D     | Maria Méndez Fdez      |
| 4  | Spagna (bandiera) | D     | María Suárez García    |
| 5  | Spagna (bandiera) | C     | Iris Arnaiz Gil        |
| 6  | Spagna (bandiera) | C     | Carmen Fdez. Díaz      |
| 7  | Spagna (bandiera) | D     | María Iglesias Orviz   |
| 8  | Spagna (bandiera) | C     | Henar Muiña Asla       |
| 9  | Spagna (bandiera) | C     | Seila González Peláez  |
| 10 | Spagna (bandiera) | A     | Isabel Corte Peláez    |

| N. |                    | Ruolo | Calciatrice               |
| -- | ------------------ | ----- | ------------------------- |
| 11 | Brasile (bandiera) | A     | Erika S. Lima Da Silva    |
| 12 | Spagna (bandiera)  | C     | Yolanda Chamorro Rguez    |
| 14 | Spagna (bandiera)  | D     | Celia Fdez. Arias         |
| 15 | Spagna (bandiera)  | C     | Vera Bernardo Peláez      |
| 17 | Spagna (bandiera)  | A     | Laura Gutiérrez Saenz     |
| 20 | Spagna (bandiera)  | C     | Maria Cienfuegos Baragaño |
| 21 | Spagna (bandiera)  | D     | Alba Gordillo González    |
| 23 | Spagna (bandiera)  | A     | Lola Fdez. Magadán        |
| 24 | Spagna (bandiera)  | D     | Alicia Rubio García       |
| 27 | Spagna (bandiera)  | P     | Cristina Díaz Carbajal    |